# 国家秘密 (电视剧)
国家秘密（英語：Secret State）是一部英国政治惊悚剧，探究了民选政府、军队和大企业之间的关系。
在大选期间，发生在蒂赛德地区的一场严重的工业事故造成多人死亡，从而引出了针对美国石化公司PetroFex安全规程的一些棘手问题。英国首相声称已经为受害者保证了赔偿金，但是在从PetroFex总部返回的途中，飞机在大西洋莫名坠毁。副首相汤姆·道金斯（加布里埃尔·伯恩饰）临危受命，他在为受害者寻找公义和真相的过程中，揭露了一场政治系统核心中的阴谋。
本剧于2012年12月在第四台播出。